# Студио В
„Студио В“ е българска квинтетна вокална поп формация, създадена през 1972 г. от Вили Казасян по предложение на Дирекция „Музика и музикални състави“ на Българското национално радио.

## Състав
В първия състав на „Студио В“ са Ани Върбанова, Надежда Казасян, Петър Цанков (до 1973 г.), Бойко Иванов (до 1974 г.) и Петко Петков. След напускането на Бойко Иванов и Петър Цанков на тяхно място идват Стефан Димитров и Асен Гаргов.

## История
„Студио В“ първоначално е създадена като беквокална група към ЕОБРТ (Естраден оркестър на Българското радио и телевизия, сега Биг бенд на БНР), участваща в записите на песни на други изпълнители, след което групата паралелно записва и собствен репертоар.
За своето сравнително кратко съществуване певците от формацията записват десетки песни в БНР, сред тях и песни на други изпълнители, но с беквокално участие. Още в началото си съставът се превръща в един от най-популярните в България. Първата публична изява на „Студио В“ е в телевизионен мюзикхол, през 1972 г. От същата година е беквокална група на фестивала „Златният Орфей“. Групата осъществява концертни изяви и участия в телевизионни програми в Швеция, СССР, ГДР, Полша, Чехословакия и други страни.
Репертоарът на „Студио В“ включва разнообразни по стил песни, от български и чужди композитори. Най-много са песните, написани специално от Вили Казасян, последван от Тончо Русев, Янко Миладинов, Ангел Заберски, Атанас Косев, Стефан Димитров, Александър Бръзицов, както и чуждестранни песни с адаптиран към оригинала аранжимент и български текст. Сред най-известните хитове на „Студио В“ са „Слънце, слънце“ (1972), „Ирина“ (1972), „Нашето слънце“ (1973), „Чудна звезда“ (1973), „Всичко или нищо“ (1975), „Търси се“ (1976), „Между две целувки“ (1981).
Добрият ансамбъл, вокалното и темброво съчетание на гласовете и високият певчески професионализъм на певците превръща „Студио В“ в една от най-добрите наши вокални формации в историята на поп музиката.
Към края на 1970-те активността, с която работи съставът, постепенно намалява и въпреки че през 1980-е имат регистрирани записи, групата реално не съществува.

## Дискография

### Малки плочи
- 1973 – „Студио В“[3]
(SP, Балкантон – ВТК 3019)
- 1973 – „Студио В“[4]
(EP, Балкантон – ВТМ 6528)
- 1976 – „Студио В“[5]
(SP, Балкантон – ВТК 3276)
- 1977 – „Студио В“[6]
(SP, Балкантон – ВТК 3364)

### Дългосвирещи плочи
- 1973 – „Студио В“[7]
(Балкантон – ВТА 1505)
- 1975 – „Студио В“[8]
(Балкантон – ВТА 1798)
- 1981 – „Студио В“[9]
(Балкантон – ВТА 10648)